# AIGLX

GLX y AIGLX versus direct rendering.

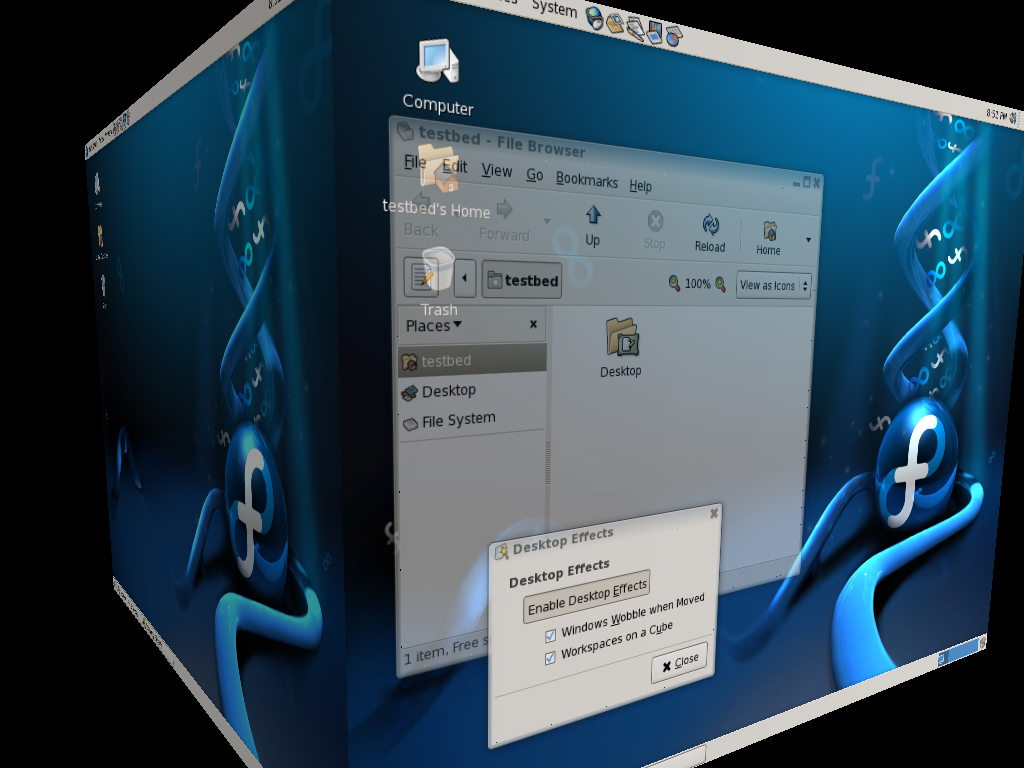
AIGLX con Compiz en Fedora Core 6.

AIGLX (Accelerated Indirect GLX), del inglés, GLX indirecto acelerado, es un proyecto libre iniciado por Red Hat y la comunidad de Fedora Linux para permitir aceleración indirecta GLX, capacidad de render en X.Org y drivers DRI. Les brinda un renderizado hecho completamente por hardware a los clientes remotos de X, sobre el protocolo GLX. El AIGLX ofrece un buen rendimiento en el uso de gestores de composición de ventanas OpenGL, tales como Compiz.